# Val d'Erdre-Auxence
Val d'Erdre-Auxence é uma comuna francesa na região administrativa da Pays de la Loire, no departamento de Maine-et-Loire. Estende-se por uma área de 213,22 km². Em 2010 a comuna tinha 4 981 habitantes (densidade: 23,4 hab./km²).
A municipalidade foi estabelecida em 15 de dezembro de 2016 e consiste na fusão das antigas comunas de La Cornuaille, Le Louroux-Béconnais e Villemoisan.